# Egon Ixmeier

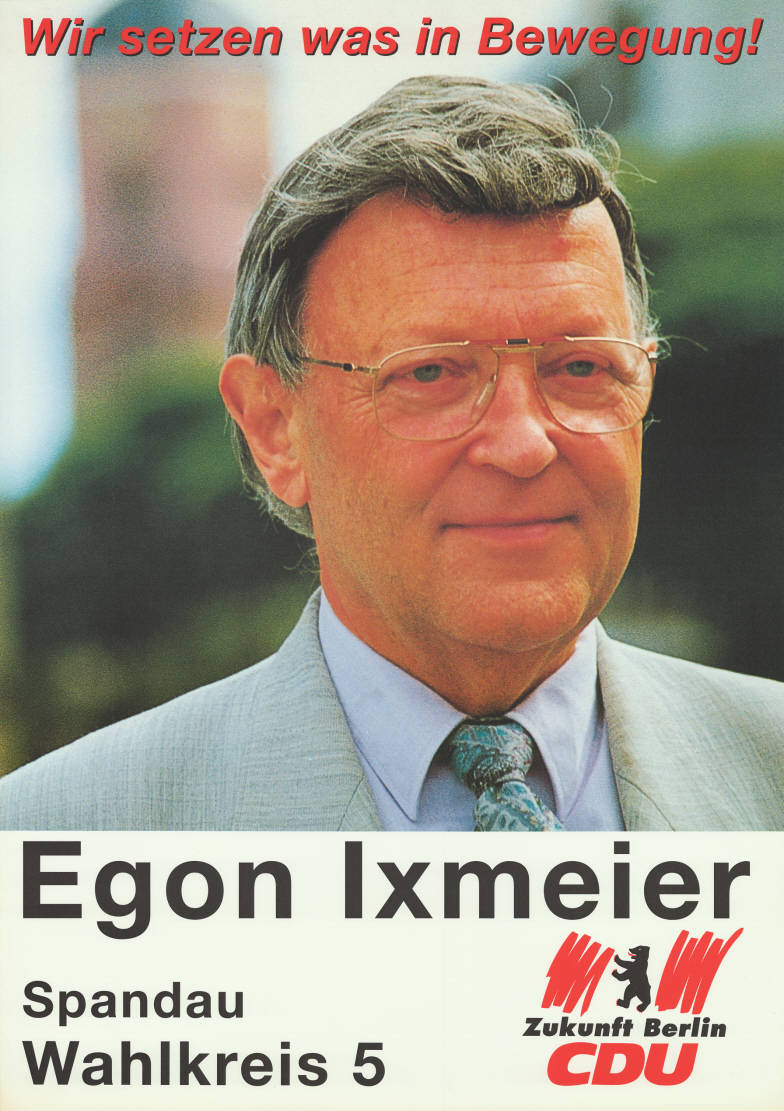
Egon Ixmeier auf einem Wahlplakat zur Abgeordnetenhauswahl 1995

Egon Ixmeier (* 1. April 1932; † 23. März 2011) war ein deutscher Politiker (CDU). Von 1995 bis 1999 war er Mitglied des Abgeordnetenhauses von Berlin.

## Leben und Beruf
Ixmeier war von Beruf Diplom-Bauingenieur und Architekt. Er wohnte im Berliner Stadtteil Kladow.

## Politik
Lange Jahre gehörte Ixmeier der Bezirksverordnetenversammlung von Spandau an, von 1995 bis 2011 war er dort Fraktionsvorsitzender der CDU. Bei der Wahl 1995 gewann er das Direktmandat im Wahlkreis Spandau 5 und zog damit ins Abgeordnetenhaus ein, dem er eine Wahlperiode lang bis 1999 angehörte. Danach wurde er erneut in die BVV gewählt.